# Cowpens
Cowpens è un comune degli Stati Uniti d'America, situato in Carolina del Sud, nella Contea di Spartanburg.
La cittadina fu teatro dell'omonima battaglia, combattuta nel 1781 durante la guerra d'indipendenza.